# پنوم دی
پنوم دی (به لاتین: Phnom Dei) یک کوه و تپه در کامبوج است که در Siem Reap Municipality واقع شده‌است. پنوم دی ۲۷۲ متر بالاتر از سطح دریا واقع شده‌است.